# NGC 7583
NGC 7583 (другие обозначения — NGC 7605, PGC 70975, MCG 1-59-34, ZWG 406.47) — галактика в созвездии Рыбы.
Этот объект занесён в новый общий каталог несколько раз, с обозначениями NGC 7583, NGC 7605.
Этот объект входит в число перечисленных в оригинальной редакции «Нового общего каталога».